# Plemyria guttata
Plemyria guttata är en fjärilsart som beskrevs av Friedrich von Huene 1901. Plemyria guttata ingår i släktet Plemyria och familjen mätare. Inga underarter finns listade i Catalogue of Life.